# エルシーブイ
エルシーブイ株式会社（英: LCV Corporation.）は、長野県諏訪及び辰野地域をサービスエリアとするケーブルテレビ局である。

## 概要
この節の出典

LCVとは創業当時の社名であるレイクシティケーブルビジョン（Lake city Cable Vision）の略である。
ケーブルテレビ放送の他にも、インターネット（LCV-Net）サービス、さらに2007年1月12日よりコミュニティFM放送『エルシーブイFM769』を開始、そしてケーブルプラス電話のサービスも行っている。
2009年12月に、日刊写真通信社とぎょうせいが保有する全株式を静岡県のケーブルテレビ会社であるTOKAIコミュニケーションズ（現：TOKAIケーブルネットワーク）に譲渡し、同社の傘下となった。
岡谷市・辰野町・茅野市・原村に同社の支局がある。

## サービスエリア
- 長野県
  - 岡谷市
  - 諏訪市
  - 茅野市
  - 塩尻市（北小野地区のみ）
  - 諏訪郡下諏訪町
  - 諏訪郡富士見町
  - 諏訪郡原村
  - 上伊那郡辰野町
  - 北佐久郡立科町（白樺湖畔のみ）
- 山梨県北杜市（白州町大武川のみ）

## 主な放送チャンネル

### 地上波系列別再送信局
| NHK-G   | NHK-E   | NNN/NNS    | ANN          | JNN      | TXN        | FNN/FNS  | JAITS |
| ------- | ------- | ---------- | ------------ | -------- | ---------- | -------- | ----- |
| NHK長野 | NHK長野 | テレビ信州 | 長野朝日放送 | 信越放送 | テレビ東京 | 長野放送 |       |

### テレビ
この節の出典

| デジタル         | 放送局                                                                                             |           |             |
| ---------------- | -------------------------------------------------------------------------------------------------- | --------- | ----------- |
| デジタル         | 放送局                                                                                             | TV011-012 | NHK長野総合 |
| TV021-023        | NHK長野Eテレ                                                                                       |           |             |
| TV041-042        | TSBテレビ信州                                                                                      |           |             |
| TV051-052        | abn長野朝日放送                                                                                    |           |             |
| TV061-062        | SBC信越放送                                                                                        |           |             |
| TV071-073        | TXテレビ東京                                                                                       |           |             |
| TV081-082        | NBS長野放送                                                                                        |           |             |
| TV111            | LCV-TV111                                                                                          |           |             |
| TV112            | LCV-TV112                                                                                          |           |             |
| TV121            | 行政チャンネル （岡谷市・諏訪市・茅野市・辰野町）・道路河川チャンネル（下諏訪町、富士見町、原村）  |           |             |
| TV122            | 道路河川チャンネル（岡谷市・諏訪市・茅野市・辰野町）・お天気チャンネル（下諏訪町、富士見町、原村） |           |             |
| TV123            | TVお天気チャンネル（岡谷市・諏訪市・茅野市・辰野町）                                               |           |             |
| B101-102         | NHK BS                                                                                             |           |             |
| B141-143         | BS日テレ                                                                                           |           |             |
| B151-153         | BS朝日                                                                                             |           |             |
| B161-163         | BS-TBS                                                                                             |           |             |
| B171-173         | BSテレ東                                                                                           |           |             |
| B181-183         | BSフジ                                                                                             |           |             |
| B191-193         | WOWOW                                                                                              |           |             |
| B200             | BS10                                                                                               |           |             |
| B201             | BS10スターチャンネル                                                                               |           |             |
| B211             | BS11                                                                                               |           |             |
| B222             | TwellV                                                                                             |           |             |
| 231              | 放送大学テレビ                                                                                     |           |             |
| 265              | BSよしもと                                                                                         |           |             |
| BS4K101          | NHK BSプレミアム4K                                                                                 |           |             |
| BS4K141          | BS日テレ 4K                                                                                        |           |             |
| BS4K151          | BS朝日 4K                                                                                          |           |             |
| BS4K161          | BS-TBS 4K                                                                                          |           |             |
| BS4K171          | BSテレ東 4K                                                                                        |           |             |
| BS4K181          | BSフジ 4K                                                                                          |           |             |
| BS4K211          | ショップチャンネル 4K                                                                              |           |             |
| BS4K221          | 4K QVC                                                                                             |           |             |
| JC710            | ショップチャンネル                                                                                 |           |             |
| JC711            | QVC                                                                                                |           |             |
| JC721            | フジテレビTWO                                                                                      |           |             |
| JC730、530（HD） | J SPORTS 3                                                                                         |           |             |
| JC731、531（HD） | J SPORTS 1                                                                                         |           |             |
| JC732、532（HD） | J SPORTS 2                                                                                         |           |             |
| JC735            | GAORA                                                                                              |           |             |
| JC737            | ゴルフネットワーク                                                                                 |           |             |
| JC739            | フジテレビONE                                                                                      |           |             |
| JC752            | 日本映画専門チャンネル                                                                             |           |             |
| JC753            | 時代劇専門チャンネル                                                                               |           |             |
| JC755            | スーパー!ドラマTV                                                                                  |           |             |
| JC756、556（HD） | ムービープラス                                                                                     |           |             |
| JC563            | 衛星劇場HD                                                                                         |           |             |
| JC765            | TBSチャンネル                                                                                      |           |             |
| JC770            | スペースシャワーTV                                                                                 |           |             |
| JC772            | MTV                                                                                                |           |             |
| JC781            | キッズステーション                                                                                 |           |             |
| JC782            | アニマックス                                                                                       |           |             |
| JC790            | 日経CNBC                                                                                           |           |             |
| JC792            | CNNj                                                                                               |           |             |
| JC794            | TBS NEWS                                                                                           |           |             |
| JC796、596（HD） | ディスカバリーチャンネル                                                                           |           |             |
| JC810            | グリーンチャンネル                                                                                 |           |             |
| JC811            | グリーンチャンネル2                                                                                |           |             |
| JC950            | プレイボーイチャンネル                                                                             |           |             |
| JC951            | レインボーチャンネル                                                                               |           |             |
| JC952            | ミッドナイトブルー                                                                                 |           |             |
| JC953            | パラダイステレビ                                                                                   |           |             |

- サービスエリアの一部に山梨県が含まれるが、NHK甲府放送局・山梨放送・テレビ山梨は再放送していない。
- デジタルTVはJC-HITSを使用している。
- 地上デジタル放送はパススルー方式のため、地上デジタル対応テレビであれば視聴可能。

### ラジオ
| MHz  | 放送局            |
| ---- | ----------------- |
| 76.9 | エルシーブイFM769 |
| 77.7 | FM長野            |
| 78.3 | NHK長野FM         |
| 78.9 | Bay fm            |
| 80.3 | FM YOKOHAMA       |
| 84.3 | TOKYO FM          |
| 84.9 | FM FUJI           |

## 自主放送

### 111ch
LCV-TVとして111chで放送（旧：121ch）。
特別番組として、諏訪湖マラソン、諏訪地方の祭り岡谷太鼓祭り、諏訪湖祭湖上花火大会、御柱祭等や、辰野のほたる祭りの生中継が放映される。
レギュラー放送番組は下記の通り。
- LCVNEWS+アイ（一日のニュース）
- LCVウィークリーニュース（一週間のニュースを振り返る）
- 街ぶら!（マンモウ飯田が諏訪地域各地を巡り、インタビューなどをする）
- スタジオコンサート（歌手を招き、曲を演奏する）
- がっつり!スポーツ!!（諏訪地域で活動するクラブやサークル、スポーツ大会や、様々な選手など、地域のスポーツの話題を伝える）
- Bon! アラモード（諏訪地域に新しくオープンした店や、グルメにファッション、新作コスメ映画、音楽、旅行などの情報を伝える）
- 突撃、小学校!（諏訪地域の小学校の行事や総合的な学習、課外授業などの様子を取材して紹介する）
- 中高スクール（諏訪地域の中学生・高校生の学校行事やクラブ、部活動などの様子を紹介する）
- お元気さまばんざい!（沢山のお年寄りを紹介する）
- なるほど!?健康事典（諏訪地域の医師が出演し様々な「健康」の話題を伝える）
- ステージ&講演会（諏訪地域の発表会や講演会を放送する）
- 自遊にCHALLENGE（アウトドアを女性目線で体験しながらその魅力を紹介する）
- Plus Bicycle（スポットなど自転車に関する情報を伝える）
- すわえいぞういさん（貴重な8mmフィルムを、視聴者が提供して紹介する番組）
- ぴったりL（エルシーブイが提供する新しいサービス・イベント・各有料チャンネルなどを毎月紹介する）
- 岡崎五朗のクルマでいこう!（制作：テレビ神奈川）
- 俺たち便利屋!! お助けマン（LCV加入者のお手伝い依頼に、3名のMCが奮闘する様子を放送）
- みんなのラーメン（制作：INC長野ケーブルテレビ）
- 魚っちんぐ（制作：倉敷ケーブルテレビ）
- 素でどうでしょう（制作：伊那ケーブルテレビジョン）
- MUSIC PARTY（制作：TOKAIケーブルネットワーク）
- レッツゴー!まちっぷちゃん（制作：Iネット飯山）
- 時をかけるアメマ!寛平さんぽ - 間寛平出演（制作：トコちゃんねる静岡）
- 亮と優の静岡をゆる〜く走りませんか - ロンドンブーツ1号2号の田村亮出演（制作：トコちゃんねる静岡）
- 田中律子のあなたと旅するSUP  - 田中律子出演（制作：トコちゃんねる静岡）
- 藤波辰爾の歴史探訪 -藤波辰爾出演（制作：トコちゃんねる静岡）

### 112ch
LCV-TVとして112ch（旧：122ch）で主に諏訪地方のイベントを放送している。
また、20時から21時まで諏訪湖畔の様子をライブカメラ映像で放映している。20:30からはサマーナイトファイヤーフェスティバルの約10分間の打ち上げ花火が観ることができる（2024年は7月26日から8月25日まで）。
その他エルシーブイFM769のラジオ番組「はなびラジオ」、「5時スタ☆」、「HANG OUT RADIO～ぷらっと水曜日～」（フルで放送）等の映像を同時サイマル放送。

## エルシーブイFM769
エルシーブイFM769（エルシーブイエフエムななきゅうろく）は全国で206番目に開局されたコミュニティーFM放送局（下記の時間は全てJST）。
地域の話題や声、2006年（平成18年）に長野県諏訪市周辺を襲った豪雨災害を教訓に防災、災害情報の発信を目的とする。平日・土曜は終夜放送、日曜深夜3:00 - 5:00は放送休止。自社制作時間帯以外は、ミュージックバードの番組を放送。
日本コミュニティ放送協会に参加しており、同ホームページもしくは専用アプリケーションによりAndroid、iPhone等でもインターネットによるサイマル放送を聴取することが可能。

### 自社製作番組

#### 主要番組（※＝祝祭日は休止）
放送中
- モーニング7 生放送（平日 7:00 - 8:30）※
- 諏訪湖カレイドスコープ 生放送（月（毎週月曜 - 木曜 11:30 - 13:00）※
- 5時スタ☆ 生放送（月曜・火曜・木曜・金曜 17:00 - 18:30）※
- ランチタイムラジオSHOW〜聴くずらー!〜 生放送（金曜 11:30 -13:00）※
- HANG OUT  RADIO〜ぷらっと水曜日〜 生放送（水曜 16:00 - 18:30）※
- ひびけ!みんなの歌声（木曜 19:00 - 19:55）※
- 加奈崎芳太郎のDIG IT!（Season 2）（毎週金曜 24:00 - 25:00）
- こちら消防団情報局（月曜 - 金曜 6:53 - 6:58 再放送：18:30 -  18:35）
- ずくラジ（水曜 19:00 - 19:30）
- それなり電鉄（毎週土曜 深夜 24:00 - 25:00 再放送：翌週木曜 19:00 - 20:00）
- はたらくみかた★ハピネス研究所（毎週火曜 19:00 - 19:30 再放送：24:00 - 24:30）

終了
- 登内大志郎[注 2]と北澤ユウジ[注 3]の「人・言・感・察」（にんげんかんさつ）～人の振り見て我が振り直せ～（毎週水曜 0:00 - 0:30）
- トワイライト交差点（毎週月曜 - 木曜 17:00 - 18:30）※
- 諏訪湖ラジオランチ 生放送（月（毎週月曜 - 木曜 11:30 - 13:00）※
- 魅ジャンクスリープ（毎週木曜 0:00 - 1:00、毎週土曜　21:00 - 22:00）
- 激アツ!ロックンロール教室（毎週土曜 0:00 - 1:00、毎週水曜 19:00 - 20:00）
- 武内朋子のSunday Smile（毎週日曜 10:00 - 10:30、19:00 - 19:30）
- 窪田友紀子と久野友莉の「テケテン♪」（毎週日曜 10:30 - 10:55、19:30 - 19:55）
- キィーベーの日曜散歩道（毎週日曜 15:00 - 15:55）

ミュージックバード制作の「防災インフォメーション」や「Weekly Recommend」を自主制作の「諏訪地域道路規制情報」、「こちら消防団情報局」などに差し替えて放送する時間がある。
毎時0分には時報が流れる。下記のような、特別番組放送中にも流れる。時報は、専属アナウンサーが読む。時報の放送文は「お聴きのラジオは、周波数76.9MHz、JOZZ4AO-FM、エルシーブイFMです。○時をお知らせします。（時報音）」である。

#### 特別番組
- 御柱ラジオ（御柱祭開催時、山出し及び里曳きの計12日間完全生中継。この他、御柱祭開催年の2月15日には上社の曳行担当を決める抽籤会も生中継される）
- はなびラジオ（8月15日（諏訪湖祭湖上花火大会開催日）、9月第1土曜日（全国新作花火競技大会開催日） ）
- マラソンラジオ（諏訪湖マラソン開催日）

LCVが提供するケーブルテレビの電波にも送信されているため、FMチューナーに接続することにより聴取することも可能である他、LCV-TV111chで「モーニング7」「諏訪湖カレイドスコープ」「ランチタイムラジオSHOW〜聴くずらー!〜」、LCV-TV112chで「はなびラジオ」、「5時スタ☆」、「HANG OUT RADIO～ぷらっと水曜日～」等の映像を同時サイマル放送。

### タイムテーブル・パーソナリティ
- タイムテーブル（番組表）や、曜日によって変わるパーソナリティの割り振りについてはタイムテーブル　エルシーブイＦＭを参照。また、パーソナリティの紹介はパーソナリティ　エルシーブイＦＭを参照。

### FM769の主な番組内容
この節の出典：
- モーニング7 - LCV TVの道路河川チャンネルやお天気チャンネルの設置したライブカメラ等の情報を元に道路交通状況、天気情報。JRの運行情報、ニュース、地元の小中学校の給食メニュー等、諏訪地域の情報。
- 諏訪湖カレイドスコープ - パーソナリティは地元出身のシンガーソングライターGendy（月曜日）他。健康をサポートする「クイックシェイプ」など、毎回インストラクターを呼び、簡単な体操を行う。
- 5時スタ☆ - ニュース、道路交通状況、諏訪圏の地元警察署の協力による安全安心情報。
- ランチタイム　ラジオSHOW〜聴くずらー!〜 - サテライトスタジオから生放送。
- HANG OUT RADIO～ぷらっと水曜日～ - サテライトスタジオからの公開生放送。

## 八ヶ岳ライブ映像
アナログ14chとデジタル702chで放送されていた八ヶ岳ライブチャンネルは現在、八ヶ岳ライブ映像としてエルシーブイのホームページ内で公開されている。赤岳の2700m地点の赤岳展望荘からのカメラ映像が放送され、横岳・硫黄岳・阿弥陀岳・中岳・天狗岳等をはじめとした山並みを見ることができる。また八ヶ岳全体や、岡谷市やまびこ公園からは諏訪湖の映像なども放送されている。また杖突峠にもカメラが追加で設置されて、諏訪市・茅野市・原村の各方向、更に諏訪湖の様子を見ることができる。また諏訪市の立石公園から諏訪湖の周辺を一望できる。夜間はライブ映像ではなく、以前に撮影された映像を放送している。
過去にはアナログ14chにて、セットトップボックスの取り付けビデオを夜間に放送していたり、セットトップボックスを設置すると視聴できる複数の有料チャンネルの映像のみを夜間に放送していたことがある。

## 区域外再放送の問題
従前は区域外再送信の文言も用いられていたが、放送法の全面改正後は区域外再放送に統一された。区域外再放送を参照。また、便宜上大分県での同業者の動きについても併記している。

### 経緯
LCVはテレビ松本をはじめとする県内の他のCATV事業者同様、在京キー局や県域民放局に黙認される形で在京キー局5波の地上アナログ放送の区域外再送信を長年行っていた。2011年7月24日に地上波放送がアナログからデジタルに完全移行するにあたり、デジタル放送の区域外再放送が実施できるのかどうかという点が問題となっていた。
県内CATV事業者は、デジタル完全移行後も在京キー局の区域外再送信の継続および必要性を以下の点を主張することにより民放側に訴えてきた。
- 加入者からデジタルでもアナログ同様に区域外再送信に対する要望や意見が殺到していることをはじめ、デジタル完全移行後に区域外再送信を中止した場合、大幅に加入者の解約が予想される。
- 県域民放局の早朝・深夜帯の編成は必ずしも在京キー局とは同一とはいえない。
- 県域民放局では終夜放送が行われていない。
- アナログの在京キー局の区域外再送信により、民放4局化前の県内の情報格差を是正してきた。

一方、県域民放局は1999年に「キー局が系列局の視聴率に悪影響を与える」ことや「徳島県などの民放が1局などの地域とは違い、長野県は既に民放4局地域であり、区域外再送信を行う必要性に欠け、情報格差はない」などとして、県内CATV事業者にアナログ放送での在京キー局の区域外再送信見直しの要請をした。その主張として、
- 在京キー局とその系列局は番組編成において、全日帯を中心にほぼ同一の番組編成が組まれていること
- 視聴率調査で在京キー局を見ていた場合には、「その他」として測定されること

が挙げられた。こうした場合、相対的に視聴率が低下して広告収入に影響があると考えられる。
また日本民間放送連盟は、デジタルへの完全移行を機に著作権・放映権などの問題から本来の放送対象地域に是正する観点で原則的に区域外再放送を認めない方針を打ち出し、長野県域民放局はこれに沿った対応をしていた。
さらに、デジタル完全移行に伴うマスター更新・送信所建設等で在長局は数十億円規模の設備投資等をしていることから、財政的な懸念があるのも実情とみられた。

### 沿革
- 2007年（平成19年）
  - 3月 - 大分県のCATV事業者4社は、隣県である福岡県域民放4局[注 4]（九州朝日放送・RKB・福岡放送・テレビ西日本）のデジタル区域外再放送を認めるよう、総務大臣裁定の申請をした。デジタル区域外再送信に係る総務大臣裁定申請はこれが全国初である。
  - 4月 - 県内CATV事業者側と民放側の主張が対立した為、今後の対応と県内における在京キー局の区域外再送信について当時の村井仁知事の基で交渉・話合いの場を設け、県内の民放局代表者やLCV・テレビ松本各社の代表者が出席。しかし、結果は芳しいものでは無く協議は決裂した。
  - 6月 - LCVとテレビ松本は在京キー局のデジタル区域外再送信を認める様に総務大臣裁定を申請した。申請時にLCVとテレビ松本が何れも富士見町にあるLCVの受信点[注 5]で直接受信したものを再送信するとしていた（後にその受信点ではTBSテレビ以外の区域外再放送が不可能であることが判明する[注 6]）。総務省はCATV事業者と民放の両者間で個別の協議を重ねることが最優先とし、協議の必要性を示した。
  - 8月 - 福岡県域民放4局に対し、大分県のケーブルテレビ事業者4社にデジタル区域外再送信に同意すべし旨の総務大臣裁定が下された。初のデジタル区域外再送信に係る総務大臣裁定である。

- 2008年（平成20年）
  - 4月 - 総務大臣裁定が契機となり、有線テレビジョン放送法（以下、「有テレ法」と略す。現在は放送法に統合）第13条第5項（現・放送法第144条第3項）に規定する「正当な理由」に関して「有線テレビジョン放送事業者による放送事業者等の放送等の再送信の同意に係る協議手続及び裁定における『正当な理由』の解釈に関するガイドライン」が策定された。またLCVとテレビ松本は何れも総務大臣裁定申請を取り下げ、区域外再放送の対象となる在京キー局5局と協議を重ねることとなった。
  - 6月 - LCVとテレビ松本は在京キー局5局と協議を重ねた結果、最終合意を得た。合意内容は以下の通りであるが、「ガイドライン」にほぼ沿った形となった。

合意を受け、LCVとテレビ松本は6月24日 9:00から、デジタル区域外再送信を開始した。これは県内初の事例であった。
- 11月 - LCVとテレビ松本のTBSを除く在京キー局4局のデジタル区域外再送信に係る有テレ法違反行為が発覚。総務大臣裁定申請時および在京キー局5局との協議で示された共同受信点で受信した電波でなく、東京都千代田区で直接受信した電波を伝送して行っていたというものであった。
  - 12月12日 - 総務省信越総合通信局より有テレ法違反行為に対する行政指導（LCVは「警告」、テレビ松本は「厳重注意」）を受けた。これを受け同14日 24:00[注 8]に区域外再送信を停止した。また同日付で日本ケーブルテレビ連盟信越支部を、同16日付で日本ケーブルテレビ連盟を退会した[9]。

県内にはLCVとテレビ松本同様の問題を抱え、デジタル完全移行後も区域外再放送を希望するCATV事業者が20社近くあり、LCVとテレビ松本の起こした有テレ法違反行為は、他のCATV事業者の在京キー局との協議に影響を与えることになった。
- 2009年（平成21年）
  - 1月9日 - 信越総合通信局に是正措置を含む再発防止計画を提出した[10]。
  - 春 - 蓼科ケーブルビジョン[注 9]・上田ケーブルビジョン[注 10]・丸子テレビ放送[注 11]は、それぞれ相次いで地上デジタル放送での在京キー局の区域外送信を同年夏から秋頃を目途に開始する予定であるとの公式発表もしくは報道がなされた。詳細は各CATV事業者の項を参照。
  - 6月 - 上田ケーブルビジョンの受信点を共同利用していたとうみケーブルテレビ[注 12]は、在京キー局から同意を得ずにアナログ区域外再放送を行っていたため、同年8月までに停止すると報道された。
  - 6月22日 - 上田ケーブルビジョンと丸子テレビ放送は地上デジタル放送での在京キー局の区域外再送信を開始した。区域外再送信に係る条件は上記と同様。

LCVとテレビ松本の有テレ法違反行為は、「区域外再送信を原則同意すべき」旨が「ガイドライン」に例示する「放送対象地域の隣接市町村」を業務区域として在京キー局のアナログ区域外再送信を行う他のCATV事業者に、デジタル区域外再放送は「アナログ放送完全停波後3年までの期間限定」という条件が付されるという、CATV加入者に対して不利益を与える結果となった。更に新潟県・山梨県・静岡県のCATV事業者も同条件で在京キー局の区域外再送信をすることとなった。
- 2010年（平成22年）
  - 10月1日 - 日本ケーブルテレビ連盟信越支部に再加盟した[11]。
  - 10月20日 - 日本ケーブルテレビ連盟に再加盟した[12]。

- 2011年（平成23年）
  - 7月20日 - 日本テレビ・TBS・フジテレビ・テレビ東京のデジタル区域外再送信を再開した[13]。
  - 7月22日 - テレビ朝日のデジタル区域外再送信を再開した。

- 2014年（平成26年）
  - 5月28日 - テレビ東京について2017年3月31日まで区域外再放送を継続することが明らかとなった[14]。公式プレスリリースは無いが、公式ウェブサイトでは2020年3月31日まで継続するとしている[15]。
  - 7月24日 - 日本テレビ・TBS・フジテレビ・テレビ朝日のデジタル区域外再放送が終了した[14]。

## 備考
- 主要チャンネルの番組表（エルシーブイFM769も含む）は長野県域の諏訪・伊那地域の地方紙長野日報に掲載されている。
- LCVの番組表は長野県域の主な地方紙信濃毎日新聞・長野日報や一部全国紙の地方面に掲載されている。
- CATV網を使ったインターネットをいち早く取り入れたCATV局でもあり、毎日のニュースを公式サイト上から視聴することが可能。また年末年始や諏訪湖祭湖上花火大会、御柱祭等大きなイベントの際はストリーミング配信によりパソコンから番組を視聴することができる。
- 2006年10月2日よりマスター機能をANNEX放送センターに移設した。
- CATVのコミュニティチャンネルとしては、日本で初めて自主制作番組を全てHD化して放送しているCATV局である。
- 地上デジタル111chの自主チャンネルでは2012年12月10日にデータ放送を開始した。また、詳細はエルシーブイ株式会社　LCV－TVを参照。
- 長野朝日放送がベーシックチャンネルに入れられたのは、開局から約2年後の1993年2月である。これはABN開局当初、LCVがテレビ朝日をベーシックチャンネルとしていた影響によるものである[16]。

## 関連会社
- 倉敷ケーブルテレビ（かつての子会社、現在はエルシーブイと同じくビック東海の子会社）
- 株式会社メディア・ネットワーク（LCVの工事担当会社）